# Брезова горичка
„Брезова горичка“ (на полски: Brzezina) е полски филм от 1970 година, драма на режисьора Анджей Вайда по негов собствен сценарий, базиран на едноименния разказ на Ярослав Ивашкевич.
В центъра на сюжета е болен от туберкулоза млад мъж, който се връща от санаториум в Швейцария и отива да прекара последните си дни при своя по-възрастен брат, лесничей, загубил съпругата си. Главните роли се изпълняват от Даниел Олбрихски, Олгерд Лукашевич, Емилия Краковска.